# Spiers Nunatak
Spiers Nunatak är en nunatak i Antarktis. Den ligger i Västantarktis. Inget land gör anspråk på området. Toppen på Spiers Nunatak är 1 322 meter över havet.
Terrängen runt Spiers Nunatak är lite kuperad. Trakten är obefolkad. Det finns inga samhällen i närheten. 